# Eyewitness (Steve Khan)
Eyewitness is een studioalbum van de Amerikaanse jazzgitarist Steve Khan. Na het beëindigen van zijn loopbaan bij Columbia Records gooide Khan het over een andere boeg. Eerst volgde een "akoestisch" album en met Eyewitness wilde hij zich losmaken van het verleden. Hij had net met Mike Mainieri Wanderlust opgenomen. Hij wilde meer terug naar het begin, maar schakelde daarbij wel het neusje van de zalm van de fusion in. Dat scheelde aanmerkelijk in de opnametijd, want Eyewitness was in twee dagen klaar, de Media Studio in New York kon weer andere gasten boeken. De muziek is eerder geïmproviseerd dan gecomponeerd. Doug Epstein trad op als muziekproducent en geluidstechnicus.
Jean-Michel Folon verzorgde opnieuw de platenhoes. Antiles was een sublabel van Island Records.

## Musici
- Steve Khan – gitaar
- Anthony Jackson – basgitaar
- Steve Jordan – slagwerk
- Manolo Badrena – percussie

## Muziek
| Nr. | Titel                                             | Duur  |
| --- | ------------------------------------------------- | ----- |
| 1.  | Where’s Mumfrey? (Khan, Jackson, Jordan, Badrena) | 7:28  |
| 2.  | Dr. Slump (Khan)                                  | 8:21  |
| 3.  | Auxiliary police (Khan, Jackson, Jordan, Badrena) | 5:25  |
| 4.  | Guy Lafleur (Khan)                                | 10:30 |
| 5.  | Eyewitness (Khan (for Folon))                     | 7:16  |